# تشارلز مايلز
تشارلز مايلز (بالإنجليزية: Charles Myles)‏ هو فلاح وتاجر وسياسي أسترالي وبريطاني (وحمل سابقاً جنسية المملكة المتحدة لبريطانيا العظمى وأيرلندا)، ولد في 30 ديسمبر 1837، وتوفي في 23 فبراير 1903. انتخب عضو مجلس النواب جنوب أستراليا من الجمعية عن دائرة Electoral district of Noarlunga ‏ وقد انضم خلال فترته النيابية (14 ديسمبر 1871 – 15 فبراير 1875)  للكتلة البرلمانية مستقل.